# Mimesa equestris
Mimesa equestris är en stekelart som först beskrevs av Fabricius 1804.  Mimesa equestris ingår i släktet Mimesa, och familjen Crabronidae. Arten är reproducerande i Sverige.